# Golem (roman de Gustav Meyrink)
Golem (titlu originar în germană Der Golem) este un roman al scriitorului austriac Gustav Meyrink. A fost scris între 1907 și 1914 și publicat pentru prima dată sub formă de foileton din decembrie 1913 până în august 1914 în revista Die Weißen Blätter⁠(d). Golem a fost publicat ca o carte în 1915 de Kurt Wolff din Leipzig. Golem a fost primul roman al lui Meyrink și s-a vândut în peste 200.000 de exemplare în 1915. A fost cea mai populară și de succes operă literară a sa. În general, este descris ca cel mai „accesibil” dintre romanele sale. A fost tradus pentru prima dată în limba engleză în 1928.
Romanul are un narator anonim, care are un vis vizionar. Explorează tema naratorului nesigur. Naratorul reușește cumva să relateze viața bijutierului Athanasius Pernath, asumându-și identitatea lui Pernath. La fel ca lucrarea sa ulterioară, Fața verde (1916), romanul folosește tropul evreului rătăcitor.

## Rezumat
Romanul se concentrează pe viața lui Athanasius Pernath, un bijutier și restaurator de artă care trăiește în ghetoul din Praga. Povestea sa este trăită însă de un narator anonim, care, în timpul unui vis vizionar, și-a asumat identitatea lui Pernath cu treizeci de ani înainte. Acest vis a fost probabil indus pentru că, din greșeală, și-a schimbat pălăria cu cea adevărată (veche) a lui Pernath. 
Cu toate că romanul se concentrează în general pe reflecțiile și aventurile lui Pernath, acesta relatează și viețile, personajele și interacțiunile prietenilor și vecinilor săi. Golemul, deși rar întâlnit, este esențial în roman ca reprezentant al spiritului și conștiinței ghetoului, adus la viață de suferința și mizeria pe care locuitorii săi le-au îndurat de-a lungul secolelor.
Povestea în sine are o tentă disjunctă și adesea eliptică, deoarece a fost publicată inițial sub formă de foileton și și-a propus să transmită asociațiile și interesele mistice pe care autorul însuși le explora în acea perioadă. 
Realitatea experiențelor naratorului este adesea pusă sub semnul întrebării, deoarece unele dintre ele pot fi pur și simplu vise sau halucinații, iar altele pot fi evenimente metafizice sau transcendente care au loc în afara lumii „reale”. În mod similar, pe parcursul cărții se arată că Pernath a suferit aparent o cădere nervoasă cel puțin o dată, dar nu are nicio amintire a unui astfel de eveniment; de asemenea, nu își poate aminti de copilăria sa și de cea mai mare parte a tinereții, fapt care poate fi sau nu atribuit căderii sale nervoase anterioare. 
Stabilitatea sa mentală este pusă constant sub semnul întrebării de prieteni și vecini, iar cititorul este lăsat să se întrebe dacă ceva din ceea se arată în narațiune s-a întâmplat cu adevărat.

## Personaje

### Personaje principale
- Athanasius Pernath: protagonistul aparent, un bijutier care locuiește în ghetoul din Praga
- Golemul: deși este legat de legenda Golemului a rabinului Judah Loew ben Bezalel⁠(d), Golemul este reprezentat ca un fel de entitate gestalt, o manifestare fizică a psihicului colectiv al locuitorilor ghetoului, precum și a propriului „sine” al ghetoului.
- Schemajah Hillel: un evreu înțelept și blând, vecin al lui Pernath, știe foarte bine Tora și Talmudul; servește ca protector și instructor al lui Pernath în timp ce bijutierul începe să ia calea misticismului.
- Miriam: Fiica plină de compasiune și nobilă a lui Hillel.
- Aaron Wassertrum: un alt vecin al lui Pernath, acesta un comerciant de vechituri și posibil un criminal. Este antiteza lui Hillel, întruchipând toate stereotipurile negative populare pe atunci despre evrei.
- Rosina: o prostituată roșcată în vârstă de 14 ani și vecină cu Pernath, aparent rudă cu Wassertrum, cu toate că nimeni nu poate determina în ce fel; este descrisă de Pernath ca fiind respingătoare, dar figurează proeminent ca obiect al dorințelor bărbaților și este promiscuă.
- Innocence Charousek: o studentă săracă, mistuită de ură pentru Wassertrum și fiul său, Dr. Wassory.
- Zwakh: păpușar; prietenul lui Pernath și moșier.
- Amadeus Laponder: Colegul de celulă al lui Pernath în închisoare. Este un somnambul care în somn își asumă rolul diverselor persoane din ghetou, permițându-i lui Pernath să comunice cu lumea exterioară.
- Dr. Savioli: un vecin bogat al lui Pernath care închiriază o cameră în ghetou de la Zwakh; acolo întreține aventuri ilicite cu femei căsătorite.

### Personaje secundare
- Regimentul, o organizație criminală locală
- Dr. Wassory
- Angelina

## Capitole
Sursa: Ed. Cartea Românească, 1989
1. Somn
2. Ziuă
3. „I”
4. Praga
5. Punch
6. Noapte
7. Treaz
8. Zăpadă
9. Năluci
10. Lumină
11. Ananghie
12. Spaimă
13. Instinct
14. Femeie
15. Viclenie
16. Chin
17. Mai
18. Lună
19. Liber
20. Sfârșit

## Ilustrații
Inițial, ilustrațiile romanului au fost create de Alfred Kubin, însă publicarea acestei cărți a fost amânată, iar Kubin a folosit ilustrațiile pentru propriul roman, Cealaltă parte (1908). În cele din urmă, Golem a fost ilustrat în 1915 de Hugo Steiner-Prag pentru ediția Kurt Wolff.

## Recepție
În eseul său „Groaza supranaturală în literatură” (Supernatural Horror in Literature), H. P. Lovecraft a spus că romanul este unul dintre „cele mai bune exemple” de ficțiune ciudată inspirată din folclorul evreiesc. De asemenea, într-o scrisoare, l-a considerat „cel mai magnific lucru ciudat pe care l-am întâlnit în ultimii ani!”
Dave Langford a scris o recenzie a romanului în revista White Dwarf nr. 80 și a afirmat că „este genul de coșmar pe care îl poți avea după o seară cu prea mult homar și Kafka. Foarte ciudat.”
Scriitorul David Barnett în The Guardian a afirmat în articolul său despre roman că este „una dintre cele mai captivante, atmosferice și uluitoare felii de fantezie scrise vreodată în presă” și „[la] un secol de la prima sa publicare, Golem dăinuie ca o piesă de fantezie modernistă care-și merită locul alături de Kafka”.

## Traduceri

### Traduceri în limba engleză
După ce romanul Golem a fost publicat pentru prima dată în limba germană, au existat cel puțin trei traduceri în limba engleză:
- Madge Pemberton[10][11] (1928): Publicat pentru prima dată de Houghton Mifflin Co. și Victor Gollancz Ltd. Publicat de Mudra în 1972. Publicat de Dover Publications⁠(d) în 1976. Publicat de Dedalus Ltd în 1985. Publicat de Centipede Press⁠(d) în 2012.
- Mike Mitchell[12] (1995): Publicat pentru prima dată de Ariadne Press. Publicat de Dedalus Ltd în anul 2000. Publicat de Tartarus Press⁠(d) în 2004. Publicat de Folio Society⁠(d) în 2010.
- Isabel Cole[13] (2007): Publicat de Vitalis.

Ediția Dover Publications a fost editată de E. F. Bleiler⁠(d), care a făcut unele modificări ale traducerii Madgei Pemberton.

### Traduceri în limba română
Traducerea în limba română a fost realizată de Jul. Giurgea, Ion U. Soricu și Valeriu Munteanu (Editura Remus Cioflec), Gina Argintescu-Amza (pentru Editura Cartea Românească, Editura Pandora M) și de Teodor Fleșeru (pentru Editura Nemira, Editura Univers).
- Golem, Editura Remus Cioflec, 1939[15]
- Golem, Editura Cartea Românească, 1989.[16][17] Coperta Ștefan Câlția.[18]
- Golem, Editura Nemira, 2002,[19][20] 2007[21]
- Golem, Editura Univers, Colecția Cotidianul,  vol. 49, 2007. ISBN 978-1-60257-058-0[22]
- Golem, Editura Pandora M, Colecția Anansi Contemporan, 2022; conține 19 litografii de Ștefan Caltia, însoțite de o convorbire. ISBN 978-606-978-584-3[23]

## Adaptări
Romanul a stat la baza următoarelor filme:
- Golem, regizat de Piotr Szulkin, realizat în 1979, lansat în 1980.
- Le Golem (1967), film de televiziune regizat de Jean Kerchbron[24]

Romanul a fost adaptat pentru teatru de Daniel Flint și a avut premiera mondială în 2013.